# Рудик Сергій Трохимович
Сергій Трохимович Рудик (1928 — 1992) — український радянський письменник та художник.

## Біографія
Народився в селянській сім'ї на території Польської Республіки. Навчався у школі Любитіва, потім у селищі Голоби. Згодом продовжив навчання у Львівському художньо-ремісничому училищі, 1954 року закінчив редакційно-видавничий факультет Українського поліграфічного інституту імені І. Федорова. Працював у редакціях газет «Радянська Волинь», «Львівська правда», на львівському телебаченні, в «Робітничий газеті», видавництві «Радянський письменник».
Також захоплювався вишиванням, займався декоративно-прикладним мистецтвом, був самодіяльним самодіяльним актором і танцюристом, дуже добре малював. Його пензлі належать понад сто картин, серед яких — пейзажі Волині, Київа, ГРСР.

## Публікації
- «Ахілесова п'ята» (1963);
- «Пеньок та Опеньок» (1969);
- «Робоча грань» (1972);
- «Друг сім'ї» (1974);
- «Смерековий вітраж» (1977);
- «Буря у склянці води» (1980);
- «Синя пілотка» (1983);
- «Вулиця зелених вогнів» (1984);
- «Барвісті кілометри» (1986);
- «Берести до схід сонця» (1986);
- «Не сумуй, Ромашку!» (1987);
- «Завія» (1989).